# Saint-Cirq-Madelon
Saint-Cirq-Madelon – miejscowość i gmina we Francji, w regionie Oksytania, w departamencie Lot. Nazwa miejscowości pochodzi od imienia św. Cyryka.
Według danych na rok 1990 gminę zamieszkiwały 102 osoby, a gęstość zaludnienia wynosiła 14 osób/km² (wśród 3020 gmin regionu Midi-Pireneje Saint-Cirq-Madelon plasuje się na 961. miejscu pod względem liczby ludności, natomiast pod względem powierzchni na miejscu 1304.).